# トンチャイ・ウィニッチャクーン
- トンチャイ・ウィニッチャクーン
- トンチャイ・ウィニチャクーン
- トンチャイ・ウィニッチャクン

トンチャイ・ウィニッチャクーン（、タイ語: ธงชัย วินิจจะกูล, 英語: Thongchai Winichakul、1957年10月1日～）は、タイ人の歴史学者。ウィスコンシン大学マディソン校の教授。アジア経済研究所上席研究員。

## 経歴
1957年、タイの首都・バンコクで華系タイ人の家庭に生まれた。バンコクで育つ。1976年にいわゆる血の水曜日事件が起こった当時、タンマサート大学学生自治会副委員長として反政府デモに荷担し、また学生運動に参加。そのため、その後に成立した軍事政権によって逮捕され、2年間の獄中生活を経験した。1978年9月16日の恩赦により釈放され、タンマサート大学に復学。1981年、学士号(B.A.)を取得してタンマサート大学を卒業した。その後オーストラリアに渡り、1984年にシドニー大学で修士号(M.A.)を取得、その後、博士号(Ph.D.)を取得した。
学位取得後アメリカに渡り、ウィスコンシン大学の助教となった。1995年に助教授、2001年に教授に昇進。現在も同大学で教鞭をとっている。2013年、アジア研究協会会長をつとめた。また、アジア経済研究所上席研究員でもある。

## 研究内容・業績
- 彼の博士論文にして代表作である Siam Mapped はタイの歴史編纂のセオリーに疑問を投げかけた。また、ベネディクト・アンダーソンの『想像の共同体』の改訂に影響を与えた[7]。この著作はタイのナショナリズムの歴史に大きな衝撃を与えた[8]。
  - この 英語: Siam Mapped は石井米雄により『地図がつくったタイ』として翻訳し刊行されアジア・太平洋賞を受賞した[9]。

## 著作
- Siam Mapped: A History of the Geo-body of a Nation. Honolulu: University of Hawaii Press, 1994.
- "Writing at the Interstices: Southeast Asian Historians and Post-National Histories in Southeast Asia", leading article in New Terrains in Southeast Asian History, ed. Abu Talib Ahmad and Tan Liok Ee, Athens: Ohio University Press, 2002: 3-29.
- "Remembering/ Silencing the Traumatic Past: the Ambivalent Memories of the October 1976 Massacre in Bangkok" in Cultural Crisis and Social Memory: Modernity and Identity in Thailand and Laos, ed. Charles F Keyes and Shigeharu Tanabe, London and New York: Routledge/Curzon, 2002: 243-283.
- "The Quest for 'Siwilai': A geographical discourse of Civilizational Thinking in the Late 19th and early 20th Century Siam", Journal of Asian Studies 59, 3 (Aug 2000): 528-549.
- "The Others Within: Travel and Ethno-spatial Differentiation of Siamese Subjects, 1885-1910," lead article in Civility and Savagery: Social Identity in Tai States, ed. Andrew Turton, London: Curzon Press, 2000: 38-62.